# Mihail Formuzal
Mihail Formuzal (in russo Михаил Формузал?; Beșghioz, 7 novembre 1959) è un politico moldavo di etnia gagauza, governatore dell'Unità Territoriale Autonoma della Gagauzia.
È nato a Beșghioz, un piccolo villaggio del distretto di Ceadîr-Lunga, in Unione Sovietica, nel 1959. È stato il governatore della Gagauzia (detto bașcan) dal 3 dicembre 2006 al 15 aprile 2015.